# Interzato in palo
In araldica il termine interzato in palo indica lo scudo suddiviso in tre porzioni della stessa ampiezza da due linee verticali.
Abitualmente le tre porzioni sono di smalto diverso, in quanto nell'araldica italiana l'interzato in palo di due soli smalti è blasonato più correttamente: di (primo smalto) al palo del (secondo smalto).
L'interzato in palo è una partizione molto frequente nelle bandiere nazionali e ne sono esempio quella italiana (interzato in palo di verde, d'argento e di rosso) e quella francese (interzato in palo d'azzurro, d'argento e di rosso).
Anche nell'interzato le linee di partizione possono essere alterate nelle varie forme presenti nell'araldica, e divenire quindi increspate, ondate, cuneate, etc.

Interzato in palo di rosso, d'azzurro e d'oro (stemma di Offagna)
Interzato in palo: il 1° di rosso, il 2° d'azzurro, il 3° di rosso (Ragoli)
Interzato in palo di rosso, d'argento e di nero
Interzato in palo (Valle Aurina)
Interzato in palo di verde, d'argento, e di rosso.
D'azzurro, alla frette interzata di verde, d'argento e di rosso